# Одласци (филм)
Одласци (おくりびと Okuribito) јапански је филм из 2008. који је режирао Јоџиро Такита. Почетком 2009. године освојио је награду Оскар за категорију најбољи страни филм.

## Улоге
- Масахиро Мотоки као Даиго Кобајаши.
- Рјоко Хиросуе као Мика Кобајаши.
- Казуко Јошијуки као Цујако Јамашита, жена која води јавно купатило.
- Цутому Јамазаки као Шоеји Сасаки, власник агенције NK.
- Кимико Јо као Јурико Уемура, радник из агенције NK.
- Такаши Сасано као Шокичи Хирата, честа муштерија Цујакиног јавног купатила.
- Тета Сугимото као Јамашита, Цујакин син, Даигов пријатељ из детињства.
- Тору Минегиши као Тошики Кобајаши, Даигов отац.